# Barbara Engleder
Barbara Lechner-Engleder (Eggenfelden, 16 settembre 1982) è una tiratrice a segno tedesca.
Il suo nome da nubile è Barbara Lechner.

## Carriera
Ha partecipato alla carabina 50 metri 3 posizioni nelle Olimpiadi di Londra 2012, dove si è classificata sesta e a Rio de Janeiro 2016 dove ha vinto la medaglia d'oro nel medesimo evento olimpico.

## Palmarès
- Olimpiadi

Rio de Janeiro 2016: oro nella carabina 50 metri 3 posizioni.
- Giochi europei

Baku 2015: bronzo nella carabina 10 metri.